# Estación Central de Autotransportes
La Estación Central de Autotransportes (ECAT), también conocida como Antigua Central Camionera de Guadalajara es una Terminal de Autobuses en Guadalajara, Jalisco, la primera construida en el país. Actualmente es una estación de autobuses de primera y segunda clases.

## Ubicación
La Central se encuentra en Avenida Dr. Roberto Michel 251 entre las avenidas Los Ángeles y 5 de Febrero, en la Colonia Las Conchas, 44460 Guadalajara, Jalisco.

## Historia
La Estación Central de Autotransportes (ECAT) fue inaugurada el 8 de julio de 1955, por el entonces gobernador del estado de Jalisco, Agustín Yáñez, en terrenos donde se ubicó el Estadio Municipal de Guadalajara de 1931 a 1950, año en el que comenzó la demolición de este. En ese mismo lugar había estado el Cementerio de Santa María de los Ángeles de 1829 a 1926. Hoy es conocida como Antigua Central Camionera.
En 1950, durante el sexenio del gobernador José de Jesús González Gallo (1947-1953), dieron comienzo las obras de demolición del Estadio Municipal, ya que el gobierno estatal había decidido que en ese terreno cuadrangular ubicado entre las avenidas Dr. Roberto Michel, 5 de Febrero, Analco, y Los Ángeles, sería construida la primera terminal de autobuses de Guadalajara, cuyo costo fue de 3 769 166.21 pesos, desglosados en diversas partidas, en 1951 y 1952 se habían erogado 2 960 069.31 pesos, en tanto que en 1955 fueron invertidos 809 096.90 pesos.
El 8 de julio de 1955 salió desde esa terminal el primer autobús, marca Aerocoach, placas 20-50, con destino a la ciudad de Aguascalientes, transportando a un grupo de alumnos de educación primaria que obtuvieron ese premio por haber logrado uno de los 18 lugares destacados en el Concurso de Actividades Fundamentales de la Enseñanza Primaria.

## Destinos
Para procedencias y destinos lejanos y fuera del estado de Jalisco, en abril de 1988 fue sustituida por la Nueva Central Camionera de Guadalajara.
La ECAT ofrece servicio a poblaciones y puntos jaliscienses tales como: Chapala, Aeropuerto Internacional de Guadalajara, Zapote del Valle código postal 45672 en el municipio de Tlajomulco, Ixtlahuacán de los Membrillos, Cajititlán, Ajijic, Jocotepec, Santa Ana Acatlán de Juárez, Zacoalco, San Luis Soyatlán, Teocuitatlán de Corona, Citala, Tuxcueca, Estipac, El Salto, Puente Grande código postal 45427 en el municipio de Tonalá, Mixtlán, Atenguillo, Mascota, Talpa de Allende, La Venta del Astillero, El Arenal, Ameca, Tala, Amatitán, Tequila, Magdalena, Sayula, Tapalpa, Ciudad Guzmán, Unión de Tula, Autlán, Zapotlanejo, Atotonilco el Alto, Tototlán.

## Empresas en servicio
- Autotransportes Guadalajara-Chapala y Chapala Plus.
- Autotransportes Ciénega de Chapala.
- Autotransportes del Sur de Jalisco
- Ómnibus de Oriente.
- Autotransportes Atenguillo S.A. de C.V
- Transbus El Salto (antes Autobuses Guadalajara El Salto Puente Grande Santa Fe)
- Tequila Plus.
- Grupo de Autotransporte ATE y ATE Plus.
- Transportes RIVER (Autotransportes Sanver, S.A. De C.V.), (esta última para cercanías).

## Transporte urbano público de pasajeros
La Antigua Central Camionera cuenta con las siguientes opciones de transporte público:
- Taxi: Servicio de taxis del Sitio 19, disponible en las "alas" de la avenida Los Ángeles y de la avenida 5 de Febrero.
- Servicio colectivo urbano: Varias líneas de autobuses urbanos dan servicio a la Antigua Central Camionera de Guadalajara. Entre las más importantes se encuentran:

176,
C06,
C128-A-V2,
T09-Belisario,
T09-Oblatos,
T14-B/C02-Experiencia,
TVT-por Colón,
TVT-por Vallarta,
C86,
LM-V1,
Sabinos: TransBus El Salto,
Capilla: TransBus El Salto,
Tala: TransBus El Salto,
C27: llega hasta el Antiguo Hospital Civil de Guadalajara, según Moovit.